# Antal Rogán
Antal Rogán (* 29. ledna 1972, Körmend) je maďarský ekonom a politik, od roku 1998 poslanec Zemského sněmu za stranu Fidesz - Maďarská občanská unie. V letech 2006 až 2014 byl starostou budapešťského V. obvodu Belváros-Lipotváros. Od 17. října 2015 působí ve funkci vedoucího ministra kabinetního úřadu předsedy vlády. Od roku 2014 jej magazín Forbes zařazuje mezi deset nejvlivnějších osob v Maďarsku (tzv. Befolyás-barométer). Kvůli korupci na něj americká vláda v souladu s Magnitského zákonem uvalila 7. ledna 2025 sankce.

## Biografie
Narodil se roku 1972 v Körmendu v župě Vas v tehdejší Maďarské lidové republice do rodiny slovinského původu. Vyrůstal v obci Szakonyfalu u maďarsko-rakousko-slovinského trojmezí. V roce 1990 odmaturoval na Vörösmarty Mihály Gimnázium v Szentgotthárdu. Roku 1995 získal diplom v oboru finance na Budapesti Közgazdaságtudományi Egyetem (dnes Budapesti Corvinus Egyetem). Poté pracoval pro Maďarskou národní banku a Batthyány Lajos Alapítvány.
Stal se jedním ze zakladatelů Fidelitas, mládežnické organizace strany Fidesz - Maďarská občanská unie, roku 1997 byl zvolen místopředsedou.

## Politická kariéra
- Parlamentní volby v Maďarsku 1998: kandidoval za Fidesz na celostátní kandidátní listině, ze které byl poprvé zvolen poslancem Zemského sněmu ve 3. volebním období.[1]
- Parlamentní volby v Maďarsku 2002: kandidoval za Fidesz na župní kandidátní listině koalice Fidesz–MDF v župě Pest, ze které byl podruhé zvolen poslancem ve 4. volebním období.
- Komunální volby v Maďarsku 2002: zvolen zastupitelem V. obvodu Belváros-Lipotváros hlavního města Budapešti.
- Parlamentní volby v Maďarsku 2006: kandidoval za Fidesz na župní kandidátní listině koalice Fidesz–KDNP v župě Pest, ze které byl potřetí zvolen poslancem v 5. volebním období.
- Komunální volby v Maďarsku 2006: poprvé zvolen starostou V. obvodu Belváros-Lipotváros hlavního města Budapešti.
- Parlamentní volby v Maďarsku 2010: kandidoval za Fidesz na 5. místě na celostátní kandidátní listině koalice Fidesz–KDNP, a také v OEVK obvodu č. 7 v Budapešti, kde byl počtvrté zvolen poslancem v 6. volebním období.
- Komunální volby v Maďarsku 2010: podruhé zvolen starostou V. obvodu Belváros-Lipotváros hlavního města Budapešti.
- Parlamentní volby v Maďarsku 2014: kandidoval za Fidesz na 8. místě na celostátní kandidátní listině koalice Fidesz–KDNP, a také v OEVK obvodu č. 1 V Budapešti, kde byl popáté zvolen poslancem v 7. volebním období. Člen třetí vlády Viktora Orbána.
- Parlamentní volby v Maďarsku 2018: kandidoval za Fidesz na celostátní kandidátní listině koalice Fidesz–KDNP, ze které byl pošesté zvolen poslancem v 8. volebním období. Člen čtvrté vlády Viktora Orbána.[6]

## Soukromý život
Hovoří anglicky, maďarsky a německy.
Je podruhé ženatý, se současnou manželkou Cecília Rogán Gaál (* 1984) má dva syny: Dániel (* 2009) a Áron (* 2012). Z prvního manželství má syna Andráse (* 2003).
Jeho sestra Valéria Rogán je od roku 2013 starostkou obce Szakonyfalu v župě Vas.